# Чемпіонат України з гандболу серед чоловіків 2018—2019
Чемпіонат України з гандболу серед чоловіків 2018/2019 — двадцять восьмий чемпіонат України.
У чемпіонаті брало участь 9 команд. Розпочався чемпіонат 8 вересня 2018 року. Матч за Суперкубок України відбувся 2 вересня між запорізькими командами «ЗТР» та «Мотор». Перемогу вчетверте святкував «Мотор». Завершився чемпіонат 21 травня 2019 року матчем плей-оф за третє місце між «ЗНТУ-ЗАБ» та «Донбас» у якому перемогла запорізька команда.
Медалі чемпіонату здобули запорізькі команди: золото — «Мотор», срібло — «ЗТР», бронзу — «ЗНТУ-ЗАБ».

## Регламент
Згідно з регламентом і календарем, чемпіонат пройде в чотири кола з виїзними турами. В кожному турі - по одному матчу. Кожна команда повинна зіграти по 32 гри. Команди, що за підсумками основної частини чемпіонату посядуть 3 та 4 місця, проведуть серію плей-оф за бронзові медалі. Якщо за підсумками 4 кіл різниця між 1 та 2 командами турнірної таблиці становитиме більш як 7 очок, то плей-оф за золоті та срібні медалі призначений не буде.
Місця для команд визначаються за найбільшою сумою очок, які вони отримали протягом чемпіонату: за перемогу команді нараховується два очки, за нічию – одне, за поразку – нуль. При рівності очок у двох і більше команд, місця розподіляються за таким принципом:
- за більшою кількістю набраних очок в іграх між ними;
- за кращою різницею м'ячів в іграх між ними;
- за кращою різницею закинутих та пропущених м'ячів у всіх іграх чемпіонату;
- за більшою кількістю перемог у всіх іграх чемпіонату;
- за більшою кількістю закинутих м'ячів у всіх іграх чемпіонату;
- за жеребкуванням.

## Турнірна таблиця

### Суперліга
| № | Команда                    | І  | В  | Н | П  | М         | О  |
| - | -------------------------- | -- | -- | - | -- | --------- | -- |
| 1 | «Мотор» Запоріжжя          | 32 | 32 | 0 | 0  | 1215:668  | 62 |
| 2 | «ЗТР» Запоріжжя            | 32 | 28 | 0 | 4  | 1120:678  | 56 |
| 3 | «ЗНТУ-ЗАБ» Запоріжжя       | 32 | 22 | 1 | 9  | 1127:915  | 45 |
| 4 | «Донбас» Маріуполь         | 32 | 19 | 2 | 11 | 1083:1002 | 40 |
| 5 | «Одеса» Одеса              | 32 | 16 | 0 | 16 | 906:957   | 32 |
| 6 | «ЗТР-Буревісник» Запоріжжя | 32 | 10 | 1 | 21 | 989:1056  | 21 |
| 7 | «Портовик» Южне            | 32 | 10 | 0 | 22 | 868:1052  | 20 |
| 8 | «ЦСКА-Київ»Київ            | 32 | 4  | 0 | 28 | 647:1036  | 8  |
| 9 | «СКА-Львів» Львів          | 32 | 1  | 0 | 31 | 629:1220  | 2  |

Після закінчення регулярного чемпіонату

## Найкращі бомбардири
| Місце | Гравець              | Клуб             | Голи |
| ----- | -------------------- | ---------------- | ---- |
| 1     | Євген Жук            | «ЗНТУ-ЗАБ»       | 281  |
| 2     | Сергій Орловський    | «Донбас»         | 252  |
| 3     | Віталій Горовой      | «Портовик»       | 228  |
| 4     | Ростислав Поліщук    | «Портовик»       | 210  |
| 5     | Валерій Іванов       | «Донбас»         | 191  |
| 6     | Артем Борсук         | «ЦСКА-Київ»      | 166  |
| 7     | Владислав Залевський | «ЗТР-Буревісник» | 161  |
| 8     | Євген Чуприна        | «Одеса»          | 151  |
| 9     | Дмитро Гарбар        | «СКА-Львів»      | 147  |
| 10    | Олександр Онуфрієнко | «ЗТР-Буревісник» | 139  |